# 永齡教育慈善基金會
財團法人永齡教育慈善基金會（Yonglin Foundation）為台灣企業家郭台銘及其第一任妻子林淑如在2000年創辦的基金會，「永齡」一名是從郭台銘的父母名字「郭齡瑞」與「初永真」中各取「永」字與「齡」字組合而成，以表飲水思源與百善孝為先的理念。
下属三个基金，健康，教育，慈善。健康基金会致力於預防與治療癌症，支持研發並培育人才；慈善基金在公共利益下積極投入急難者的救護與協助；教育基金保障更多兒童及青少年平等受教權，尤其是弱勢及貧窮的家庭激勵兒童與青少年的學習動機，提倡多元學習，多元成就激勵人們勇於夢想並採取行動。

## 爭議

### 疑幫高虹安「養網軍」
在台北地檢署起訴高虹安詐領助理費的起訴新聞稿中提到，永齡基金會每月支付多達10萬元予「歷久網路媒體股份有限公司」協助高從事立法委員職務，這被質疑養網軍。永齡基金會發出聲明，稱相關行為均嚴守章程，合章合法。

## 外部連結
- 永齡教育慈善基金會 （页面存档备份，存于）

公告臺灣臺北地方法院110年度法登他字第1290號財團法人「永齡慈善」教育基金會變更登記 （页面存档备份，存于）
公告臺灣臺北地方法院111年度法登他字第1135號財團法人「永齡慈善」教育基金會變更登記 （页面存档备份，存于）